# Fresney
Fresney település Franciaországban, Eure megyében. Lakosainak száma 318 fő (2022. január 1.). Fresney Boisset-les-Prévanches, Bretagnolles, Le Cormier, Foucrainville, Saint-André-de-l’Eure, Saint-Germain-de-Fresney és La Baronnie községekkel határos.

## Népesség
A település népességének változása:
| Lakosok száma | 159  | 179  | 212  | 243  | 337  | 340  | 346  | 329  | 320  | 318  |
|               | 1968 | 1982 | 1990 | 2006 | 2013 | 2015 | 2017 | 2019 | 2020 | 2022 |